# Napadivka, Starokosteantîniv
Napadivka (în ucraineană Нападівка) este un sat în comuna Berezne din raionul Starokosteantîniv, regiunea Hmelnîțkîi, Ucraina.

## Demografie
Componența lingvistică a localității Napadivka
     Ucraineană (99,19%)
     Alte limbi (0,81%)
Conform recensământului din 2001, majoritatea populației localității Napadivka era vorbitoare de ucraineană (99,19%), existând în minoritate și vorbitori de alte limbi.